# Al-Subijah
Al-Subijah, Al-Sabijah, As-Subijah, As-Sabijah – region położony na północnym wybrzeżu Zatoki Kuwejckiej (Kuwejt). Wyróżnia się kilka mikroregionów: Bahra, Nahdaian, Radha, Muhaita, Mughaira, Dubaij, Ras al-Subijah. Znajdują się tu stanowiska archeologiczne (m.in. Al-Subijah, Bahra 1) z grobami tumulusowymi, osady, obozowiska, studnie, śmietniska muszlowe. Większość tumulusów pochodzi z wczesnego i środkowego okresu epoki brązu (III–II tysiąclecie p.n.e.).

## Badania archeologiczne

### Historia badań
Stanowiska archeologiczne regionu Al-Subijah badane były przez kilka instytucji naukowych z całego świata. W latach 2007–2012 prace archeologiczne oraz badania powierzchniowe prowadziła polsko-kuwejcka ekspedycja archeologiczna (Kuwaiti-Polish Archaeological Mission, KPAM) Centrum Archeologii Śródziemnomorskiej Uniwersytetu Warszawskiego im. Kazimierza Michałowskiego przy współpracy z National Council for Culture, Arts and Letters of the State of Kuwait. Projekt "The Al-Subijah tumuli excavation and survey project. Tumuli graves and other stone structures on the north coast of Kuwait Bay" miał na celu badania ratunkowe, związane z planowaną budową nowego miasta w rejonie Al-Subijah. Grupa grobów tumulusowych, badanych wykopaliskowo w mikroregionie Mughaira w latach 2007–2010 stanowiła pierwszy etap projektu. Zadania badawcze KPAM stopniowo ulegały rozszerzeniu, obejmując stanowisko studzienne w mikroregionie Muhaita oraz dużą osadę z okresu Ubaid (Bahra 1). Kierownikiem misji był prof. Piotr Bieliński (CAŚ UW). W 2010 roku w ramach misji wyłoniły się dwa podprojekty. Jeden z nich, pod kierunkiem dr. Łukasza Rutkowskiego (CAŚ UW) objął badania wykopaliskowe konstrukcji kamiennych, przede wszystkim grobów tumulusowych, w rejonie Al-Subijah. Natomiast prospekcją terenową kierowali dr Franciszek Pawlicki (CAŚ UW) oraz Sultan Ad-Duweish.

### Odkrycia archeologiczne
Do najciekawszych, a zarazem najliczniejszych odkryć należą grobowce tumulusowe (w liczbie około 130), przede wszystkim tzw. tumulusy z zewnętrznym murem pierścieniowym, a także wydłużone kamienne platformy, którym przypisuje się funkcje rytualne lub symboliczne. Spośród zabytków ruchomych na szczególną uwagę zasługują ozdoby - perforowane perły oraz paciorki z kamieni półszlachetnych (karneolu, agatu, lazurytu, chryztopazu), ozdoby z muszli, m.in. okrągła zawieszka z dekoracją geometryczną „dot-in-circle”, charakterystyczną dla kultury Dilmun.

### Datowanie
Główny okres funkcjonowania cmentarzyska to 2500–1500 p.n.e. Incydentalne znaleziska z okresów wcześniejszych (okres Ubaid) i późniejszych (okres późnej epoki brązu).